# スリランカ自由党
スリランカ自由党（スリランカじゆうとう、シンハラ語: ශ්‍රී ලංකා නිදහස් පක්ෂය Sri Lanka Nidahas Pakshaya、タミル語: இலங்கை சுதந்திரக் கட்சி、英: Sri Lanka Freedom Party）は、スリランカの政党。

## 概要
1951年、ソロモン・バンダラナイケが統一国民党を離党して結成。1956年に初めて政権を握り、以来二大政党の一つとなった。1959年にソロモンが暗殺された後、妻のシリマヴォ・バンダラナイケを世界初の女性首相として輩出、娘のチャンドリカ・クマーラトゥンガも首相を経て大統領となった。このように長いあいだ「バンダラナイケ家の党」という性格が濃厚であった。
スリランカ自由党は当初マルクス主義政党であったが、1970年代以降は社会民主主義と非同盟主義を主張し、各国の社会主義政党と強固な関係を持つ（ただし社会主義インターナショナルには加盟していない）。イラクのバアス党とは同盟があった。
またシンハラ仏教ナショナリズムの政党という側面もあり、共産党や社会主義平等党と連立政権を組むなかでシンハラ・オンリー政策を推進、仏教（上座部仏教）を準国教化するなどしたため、スリランカにおいては少数民族であったタミル人（ヒンドゥー教徒が中心）の憤激を呼び、独自の国家タミル・イーラムの分離独立要求にまで至り、最終的には泥沼のスリランカ内戦を招いてしまった。いっぽうシンハラナショナリズムは極左的な形でも噴出し、毛沢東主義的なスリランカ人民解放戦線との内戦も招いた。
1977年総選挙で統一国民党に敗れてから17年間政権から遠ざかっていた。しかし、1994年の総選挙に勝利して17年ぶりに政権を奪還。同年11月の大統領選挙ではチャンドリカ・クマーラトゥンガが勝利し、母シリマヴォ・バンダラナイケが首相となった。
2004年の総選挙で政党連合「統一人民自由同盟」を主導し、同連合は225議席中105議席を獲得した（和平に応じたスリランカ人民解放戦線もこれに参加し、連合内第2勢力となって与党入りした）。2005年11月の大統領選挙では、同党からマヒンダ・ラージャパクサを当選させた（ラージャパクサは党内でクマーラトゥンガを破っての選出だったため、同党の「バンダラナイケ家の党」という性格も薄まった）。ラージャパクサ政権は、2009年にタミル・イーラム解放のトラを殲滅し内戦に勝利した業績をひっさげ、2010年に解散総選挙に踏み切った。その結果、連合全体で225議席中144議席と大勝し、その後与党に鞍替えした議員を含め161議席を占めた。
2015年の大統領選挙では、幹事長であったマイトリーパーラ・シリセーナが離反し、党首であったラージャパクサを打ち破った。シリセーナは大統領選において野党統一候補として戦ったが、選挙後は自由党の自党から大統領に選出された者を無条件で党首に任命するとの規定に基づき、党首に就任している。その後はシリセーナ派とラージャパクサ派の分裂状態にあり、野党として臨んだ8月の国会選挙では49議席を失う大敗を喫した。

## 選挙結果

### 大統領選挙
| 年     | 候補者                           | 得票数                           | 得票率                           | 当落                             |
| ------ | -------------------------------- | -------------------------------- | -------------------------------- | -------------------------------- |
| 1982年 | ヘクター・コッベカドゥワ         | 2,548,438                        | 39.07%                           | 落                               |
| 1988年 | シリマヴォ・バンダラナイケ       | 2,289,860                        | 44.95%                           | 落                               |
| 1994年 | チャンドリカ・クマーラトゥンガ   | 4,709,205                        | 62.28%                           | 当                               |
| 1999年 | チャンドリカ・クマーラトゥンガ   | 4,312,157                        | 51.12%                           | 当                               |
| 2005年 | マヒンダ・ラージャパクサ         | 4,887,152                        | 50.29%                           | 当                               |
| 2010年 | マヒンダ・ラージャパクサ         | 6,015,934                        | 57.88%                           | 当                               |
| 2015年 | マヒンダ・ラージャパクサ         | 5,768,090                        | 47.58%                           | 落                               |
| 2019年 | スリランカ人民自由同盟候補を推薦 | スリランカ人民自由同盟候補を推薦 | スリランカ人民自由同盟候補を推薦 | スリランカ人民自由同盟候補を推薦 |

### 議会選挙
| 年        | 得票数                                     | 得票率                                     | 議席数                                     | 増減                                       | 党首                           | 結果      |
| --------- | ------------------------------------------ | ------------------------------------------ | ------------------------------------------ | ------------------------------------------ | ------------------------------ | --------- |
| 1952年    | 361,250                                    | 15.52%                                     | 9 / 95                                     | 9                                          | ソロモン・バンダラナイケ       | 野党      |
| 1956年    | 1,046,277                                  | 39.52%                                     | 51 / 95                                    | 42                                         | ソロモン・バンダラナイケ       | 与党      |
| 1960年3月 | 647,175                                    | 21.28%                                     | 46 / 151                                   | 5                                          | C・P・デ・シルバ               | 野党      |
| 1960年7月 | 1,022,171                                  | 33.22%                                     | 75 / 151                                   | 29                                         | シリマヴォ・バンダラナイケ     | 与党      |
| 1965年    | 1,221,437                                  | 30.18%                                     | 41 / 151                                   | 34                                         | シリマヴォ・バンダラナイケ     | 野党      |
| 1970年    | 1,839,979                                  | 36.86%                                     | 91 / 151                                   | 50                                         | シリマヴォ・バンダラナイケ     | 与党      |
| 1977年    | 1,855,331                                  | 29.72%                                     | 8 / 168                                    | 83                                         | シリマヴォ・バンダラナイケ     | 野党      |
| 1989年    | 1,780,599                                  | 31.8%                                      | 67 / 225                                   | 59                                         | シリマヴォ・バンダラナイケ     | 野党      |
| 1994年    | 人民連合として選挙戦を戦った               | 人民連合として選挙戦を戦った               | 人民連合として選挙戦を戦った               | 人民連合として選挙戦を戦った               | チャンドリカ・クマーラトゥンガ | 与党      |
| 2000年    | 人民連合として選挙戦を戦った               | 人民連合として選挙戦を戦った               | 人民連合として選挙戦を戦った               | 人民連合として選挙戦を戦った               | チャンドリカ・クマーラトゥンガ | 与党      |
| 2001年    | 人民連合として選挙戦を戦った               | 人民連合として選挙戦を戦った               | 人民連合として選挙戦を戦った               | 人民連合として選挙戦を戦った               | チャンドリカ・クマーラトゥンガ | 野党      |
| 2004年    | 統一人民自由同盟として選挙戦を戦った       | 統一人民自由同盟として選挙戦を戦った       | 統一人民自由同盟として選挙戦を戦った       | 統一人民自由同盟として選挙戦を戦った       | チャンドリカ・クマーラトゥンガ | 与党      |
| 2010年    | 統一人民自由同盟として選挙戦を戦った       | 統一人民自由同盟として選挙戦を戦った       | 統一人民自由同盟として選挙戦を戦った       | 統一人民自由同盟として選挙戦を戦った       | マヒンダ・ラージャパクサ       | 与党      |
| 2010年    | 統一人民自由同盟として選挙戦を戦った       | 統一人民自由同盟として選挙戦を戦った       | 統一人民自由同盟として選挙戦を戦った       | 統一人民自由同盟として選挙戦を戦った       | マヒンダ・ラージャパクサ       | 野党      |
| 2015年    | 統一人民自由同盟として選挙戦を戦った       | 統一人民自由同盟として選挙戦を戦った       | 統一人民自由同盟として選挙戦を戦った       | 統一人民自由同盟として選挙戦を戦った       | マイトリーパーラ・シリセーナ   | 与党/野党 |
| 2015年    | 統一人民自由同盟として選挙戦を戦った       | 統一人民自由同盟として選挙戦を戦った       | 統一人民自由同盟として選挙戦を戦った       | 統一人民自由同盟として選挙戦を戦った       | マイトリーパーラ・シリセーナ   | 野党      |
| 2020年    | スリランカ人民自由同盟として選挙戦を戦った | スリランカ人民自由同盟として選挙戦を戦った | スリランカ人民自由同盟として選挙戦を戦った | スリランカ人民自由同盟として選挙戦を戦った | マイトリーパーラ・シリセーナ   | 与党      |

## 歴代議長
| 代 | 議長                           | 写真 | 任期            |
| -- | ------------------------------ | ---- | --------------- |
| 1  | ソロモン・バンダラナイケ       |      | 1951年 - 1959年 |
| 2  | C・P・デ・シルバ               |      | 1959年 - 1960年 |
| 3  | シリマヴォ・バンダラナイケ     |      | 1960年 - 1994年 |
| 4  | チャンドリカ・クマーラトゥンガ |      | 1994年 - 2006年 |
| 5  | マヒンダ・ラージャパクサ       |      | 2006年 - 2015年 |
| 6  | マイトリーパーラ・シリセーナ   |      | 2015年 - 任期中 |